# Opsada Goražda
Opsada Goražda odnosi se na borbe tijekom rata u BiH (1992.–95.) u i oko grada Goražda u istočnoj Bosni.
Goražde je 4. svibnja 1992. godine opkolila Vojska Republike Srpske (VRS). Napadana je s tri strane - sa sjevera, juga i istoka. Većinsko muslimanske gradove u neposrednoj blizini Goražda, poput Foče, Rogatice i Višegrada, već je zauzela Jugoslavenska narodna armija (JNA) u ranijim mjesecima 1992., ostavljajući samo muslimansko uporište Goražde u južnom bosanskom Podrinju. Nakon što je potpisan Daytonski sporazum kojim je okončan rat, enklava je pripala Federaciji BiH, a stvoren je i koridor koji Goražde povezuje s FBiH.

## Pozadina
Goražde je mali grad u istočnoj Bosni blizu granice sa Srbijom. Prema popisu stanovništva Socijalističke Federativne Republike Jugoslavije iz 1991. godine, Goražde (uključujući i današnje Novo Goražde) imalo je 37.573 stanovnika, od kojih su 26.296 bili Bošnjaci, a 9.843 Srbi. U samom gradu Goraždu živjelo je 16.273 stanovnika  kada je Bosna i Hercegovina 1992. godine proglasila nezavisnost od Jugoslavije.
Srbi su uspostavili plan RAM, koji su izradili Uprava državne sigurnosti (UBA) i skupina odabranih srpskih časnika JNA sa svrhom organiziranja Srba izvan Srbije, učvršćivanja kontrole nad novonastalim SDP-om i prepozicije oružja i streljiva. Skupština Republike Bosne i Hercegovine donijela je Rezoluciju o suverenosti Bosne i Hercegovine 15. listopada 1991., nakon čega su bosanski Srbi ubrzo uspostavili srpsku Narodnu skupštinu.
U siječnju 1992. proglašena je država bosanskih Srba uoči referenduma o neovisnosti koji je održan 29. veljače – 1. ožujka. Kasnije preimenovana u Republiku Srpsku, razvila je vlastitu vojsku nakon što se JNA povukla iz Hrvatske i predala svoje oružje, opremu i 55.000 vojnika novostvorenoj vojsci bosanskih Srba. Do 1. ožujka snage bosanskih Srba postavile su barikade u Sarajevu i drugdje, a kasnije tog mjeseca topništvo bosanskih Srba počelo je granatirati grad Bosanski Brod. Do 4. travnja Sarajevo je granatirano. U svibnju 1992. kopnene snage države bosanskih Srba službeno su postale poznate kao Vojska Republike Srpske. Do kraja 1992. VRS je držala 70% teritorija Bosne i Hercegovine.
Po izbijanju rata, istočna Bosna, područje s većinskim bošnjačkim stanovništvom prije rata, je bila podvrgnuta operacijama etničkog čišćenja i brojnim zločinima koji su uključivali ubojstva, silovanja masovnih razmjera, pljačku i prisilno preseljenje od strane srpskih snaga i paravojnih bandi. Svrha ovih operacija, koje su se odvijale u općinama Srebrenica, Vlasenica, Rogatica, Bratunac, Višegrad, Zvornik i Foča, bila je stvoriti u istočnoj Bosni, uz granicu sa Srbijom, etnički čisto srpsko područje pod kontrolom Srba.

## Opsada
VRS je započela kampanju neselektivnog granatiranja, često pogađajući civilne zgrade i nanoseći masovne žrtve. Snajperski napadi bili su česti i mnogi su civili odlučili ne napustiti svoje domove. Zabilježeno je da su borbe postale još intenzivnije vikendom, a Srbi iz uže Srbije pridružili su se borbama protiv Bošnjaka. Kao odgovor na nehumano postupanje VRS-a prema civilima, lokalne jedinice MUP-a BiH započele su kampanju odmazde nad civilima bosanskim Srbima koji su još živjeli u gradu. Deseci lokalnih Srba uhićeni su i pogubljeni u mjesnoj školi; još stotinu, uključujući žene i djecu, prisilno su držani kao živi štitovi kako bi zaštitili policijsku postaju od granatiranja.
U kolovozu 1992. godine 1. i 31. drinska udarna brigada ARBiH uspješno su ostvarile operaciju Krug, čime su snage VRS-a potisnute iz istočnih predgrađa. Međutim, opsada se nastavila. Kako je rat odmicao, humanitarna situacija u Goraždu se počela pogoršavati. Masovni priljev izbjeglica iz okolnih područja značio je da se stanovništvo Goražda povećalo sa prijeratnih 37.573, na otprilike 70.000. Do ovog naglog porasta došlo je jer su nesrpsko stanovništvo, velikom većinom Bošnjaci (u tom dijelu BiH je i prije rata bilo vrlo malo Hrvata), napustili svoje domove iz okolnih područja kao što su Višegrad, Foča i Rogatica. Zarazne bolesti su bile vrlo raširene u Goraždu.
U travnju 1993. Goražde je pretvoreno u zaštićenu zonu Ujedinjenih naroda, zajedno s drugim opkoljenim gradovima kao što su Srebrenica, Tuzla i Bihać. Ujedinjeni narodi su pružili humanitarnu pomoć za izgladnjele civile zarobljene u enklavi Goražde. Uspostavili su sigurne prolaze koji bi prevozili pomoć u enklavu, ali su na kraju zatvorili rute za humanitarne konvoje i umjesto toga bacali pakete pomoći zrakom zbog velikih žrtava koje su se dogodile kad je pomoć dovođena kopnenim putem. Ovi paketi sadržavali su malo hrane i bili su nedovoljni za cijelo stanovništvo.
U svibnju 1993. godine bosanski Srbi su pokrenuli ofenzivu na područje Goražda. VRS je uz pomoć 1., 2., 4. i 5. podrinjske brigade osigurala potpunu kontrolu nad općinom Višegrad, potiskujući Bošnjake iz zapadnog dijela grada, te zauzela sela Međeđa, Kaoštice i Ustiprača. Srbi su tada upotrijebili 11. i 18. hercegovačku brigadu, 1. gardijsku motoriziranu brigadu i 65. zaštitnu motoriziranu pukovniju kako bi 11. srpnja 1993. zauzeli mjesto Trnovo i zauzeli obližnje selo Jabuka, konačno prekinuvši koridor koji je povezivao Goražde sa srednjom Bosnom. U ofenzivi je također opkoljeno Sarajevo korištenjem 1. Igmanske pješačke brigade, 2. sarajevske pješačke brigade i Motorizirane pukovnije Elms. No, taj je obruč kasnije razbijen.
Između 30. ožujka i 23. travnja 1994. Srbi su pokrenuli još jednu veliku ofenzivu s ciljem zauzimanja Goražda. Glavni tajnik UN-a je 9. travnja 1994. godine, pozivajući se na rezoluciju 836, zaprijetio zračnim napadima na srpske snage koje su napadale enklavu Goražde. Sljedeća dva dana, NATO zrakoplovi su izvodili zračne napade na srpske tenkove i predstraže, međutim, ti napadi nisu uspjeli zaustaviti nadmoćnu vojsku bosanskih Srba. Znajući da će Goražde pasti bez strane intervencije, NATO je Srbima postavio ultimatum, a Srbi su bili prisiljeni pristati na zadane uvjete. Prema uvjetima ultimatuma, Srbi su do 23. travnja 1994. morali povući sve milicije na 3 km od grada, a svo topništvo i oklopna vozila 20 km od grada do 26. travnja 1994. VRS je zahtjev ispoštovala.
Dana 28. svibnja 1995. Goražde se ponovno našlo na meti bosanskih Srba, koji su izveli napad na stražarske položaje UNPROFOR- a istočno i sjeverno od naselja, svladavši i zarobivši na nišanu 33 britanska vojnika UN-a iz Royal Welch Fusiliers koji su bili na četiri osmatračnice i dva punkta na zapadnoj obali Drine. Preostale trupe, koje su bile stacionirane na tri predstraže na istočnoj obali, uspjele su pobjeći i pomogle bošnjačkim pojačanjima da spriječe bosanske Srbe da zauzmu ključno brdo koje gleda na grad. Ova akcija je zaslužna što je grad spasio od iste sudbine Srebrenice, gdje su bosanski Srbi nastavili opsadu nakon neuspjelog pokušaja. Nakon što je saznao za srpski napad, britanski zapovjednik general-pukovnik Rupert Smith naredio je svim snagama UNPROFOR-a koje su još bile raspoređene oko Goražda da se vrate u svoju bazu.

## Uloga UN-a
U travnju 1994., tijekom velike srpske ofenzive na Goražde, grupa od 20 vojnika iz britanske specijalne zračne pukovnije je žurno evakuirana pod uvjerenjem da će enklava pasti u srpske ruke. To je odmah uništilo ugled UN-a jer se vidjelo da će radije otići nego braniti 70.000 stanovnika grada osuđenih na propast. Zrakoplovi NATO-a bombardirali su i srpske tenkove koji su već bili uništeni. Britanski odred UN-a u Goraždu također je navodno lažirao izvršavanje svojih zadataka i općenito bio 'izuzetno naklonjen Srbima'.

### Operacija Odvijač
Operacija Odvijač (eng. Operation Screwdriver) bila je plan za evakuaciju svih britanskih trupa UN-a koje su bile stacionirane u Goraždu ako se enklava nađe pod napadom snaga bosanskih Srba. Britanski premijer u to vrijeme, John Major, oklijevao je pojačati populaciju grada od otprilike 30.000 i umjesto toga želio je vratiti britanske postrojbe kući. Operacija bi uključivala zračnu evakuaciju iz Goražda uz korištenje nekoliko borbenih zrakoplova Harrier, 14 jurišnih bombardera i flote od 30 helikoptera, koji su svi bili u pripravnosti u obližnjoj talijanskoj zračnoj bazi. Operacija bi također uključivala oko 1.500 pripadnika prve linije i osoblja za podršku, a procjenjuje se da će trajati između 10 i 15 minuta. Britanija je predvidjela da će Goražde podijeliti istu sudbinu kao Srebrenica i procijenila je da će grad pasti u ruke srpskih snaga za otprilike 7-14 dana. John Major nije želio da Britanija bude uvučena u rat s VRS-om, a njegov viši vojni zapovjednik, feldmaršal Peter Inge, u potpunosti je podržavao operaciju. Prema njegovoj rubrici, najvjerojatnije se trebala koristiti 'nakon razdoblja kaosa nakon velike bitke u kojoj je jedna strana - najvjerojatnije Vojska Republike Srpske (vojska bosanskih Srba) - izašla kao pobjednik'. Do kraja rata, međutim, operacija nije započela.

## Ratni zločini
U listopadu 2019. Državni sud u Sarajevu proglasio je Ibru Merkeza krivim da je, kao bivši načelnik Policijske stanice javne bezbjednosti Goražde, od sredine srpnja 1992. do 4. kolovoza iste godine protupravno zatvarao i nečovječno postupao prema srpskim civilima. Merkez je osuđen na dvije godine zatvora, dok su druga dvojica bivših policajaca, Predrag Bogunić i Esef Hurić, oslobođeni svih optužbi. Merkez je također oslobođen optužbi koje se odnose na period nakon 4. kolovoza 1992. godine, jer je bio ranjen i na liječenju. Unatoč prisutnosti osoblja Ujedinjenih naroda tijekom cijele opsade, niti jedan član međunarodne zajednice nije potvrdio vjerodostojnost tvrdnji o pogubljenju. 
Državno tužiteljstvo BiH je u prosincu 2021. također priopćilo da je optužilo dvije osobe, Branislava Lasicu i Miroslava Milovića, da su 1992. godine počinili ratni zločin protiv civilnog stanovništva na području Goražda u istočnoj Bosni, organiziranje grupe ljudi i poticanje na počinjenje zločina. genocida, zločina protiv čovječnosti i ratnih zločina, kao i kršenja zakona i običaja ratovanja. U optužnici stoji da su Lasica i Milović u svojstvu zapovjednika jedinica Vojske bosanskih Srba (VRS) na tom području zapovijedali i sudjelovali u napadu na Lozje, gdje je ubijeno oko 30 osoba. Većina žrtava navodno su bili civili, žene, djeca i starci, a nekoliko desetaka osoba je odvedeno i zatočeno. Imovina je uništavana ili prisvajana u velikim razmjerima. Tužiteljstvo namjerava pozvati 139 svjedoka i uvesti 251 dokaz. Optužnica je upućena na potvrđivanje Državnom sudu, Sudu BiH.
Još jedan srpski vojni zapovjednik, Brane Petković, također je optužen za ratne zločine pred bosanskohercegovačkim sudom. Međutim, Petković se nije pojavio na ročištu 16. lipnja 2022. Državni sud je rekao da on također nije prisustvovao ranijem ročištu 10. ožujka 2022. Navodi se da je Ministarstvo pravosuđa zatražilo međunarodnu pravnu pomoć od nadležnih tijela u susjednoj državi. U optužnici, potvrđenoj u studenom 2020. godine, stoji da je Petković – kao nadređeni starješina zapovjedniku Okružnog štaba Teritorijalne obrane (TO) srpske općine Goražde, te zapovjednicima i pripadnicima četa Općinskog štaba TO – propustio spriječiti da podređene od činjenja zločina ili kažnjavanje počinitelja zločina – iako je znao ili mogao znati da se njegovi podređeni ili spremaju počiniti ili su počinili zločine. Prilikom tog napada, kako se navodi, zarobljeno je sedam muškaraca Bošnjaka koji su odvedeni u nepoznatom pravcu i ubijeni. Njihovi posmrtni ostaci otkriveni su u masovnoj grobnici u selu Šišeta, općina Goražde, 17. ožujka 1993. godine. U izvješću Državnom tužiteljstvu, britanska sutkinja Joanna Korner napisala je da je potencijalna korist od podizanja optužnice protiv nedostupnih osoba često "nadmašena troškovima u vremenu i resursima". Unatoč tome, takvu praksu su slijedila i druga tužiteljstva u BiH, kako je ranije javljao BIRN.

## Posljedice
Pokušaj VRS da iskoristi zauzimanje Goražda kako bi prisilila bosansku vladu da prihvati trajni prekid vatre pokazao se neučinkovitim, jer je Sarajevo odbacilo uvjete teritorijalne podjele. Opsada je istaknula ograničenja vojnog uspjeha bez odgovarajuće političke strategije, posebice kako je Armija BiH jačala, a prijetnja NATO intervencije rasla. Slijedom toga, iako je VRS pokazala vojnu sposobnost, nesposobnost da osigura povoljan politički ishod dovela je do preispitivanja njihovog pristupa u tekućem sukobu. U prosincu 1995. godine otvoren je kopneni most između Goražda i Sarajeva, preko općine Trnovo, te novoformiranih općina Foča-Ustikolina i Pale-Prača. Potpisivanjem Daytonskog sporazuma prestala je opsada.

## Žrtve
Prema podacima Istraživačko-dokumentacijskog centra Sarajevo (RDC), Goražde je u ratu zabilježilo 511 civilnih (126 Srba i 385 nesrba, uglavnom Bošnjaka) i 1.100 vojnih žrtava. Neki izvori procjenjuju da je ukupan broj poginulih ili ranjenih oko 7000 ljudi, od čega 548 djece. 